# Warschau-confederatie

De originele wet van de Warschau-confederatie

De Warschau-confederatie werd op 28 januari 1573 getekend door de Sejm van de Pools-Litouwse Gemenebest in Warschau en was de eerste oorkonde in Europa die godsdienstvrijheid regelde. De confederatie wordt gezien als het hoogtepunt van de Reformatie in Polen.

## Geschiedenis
In juli 1572 overleed koning Sigismund II van Polen en kwam er een einde aan de Jagielloonse dynastie. Hierdoor kon de Poolse en Litouwse adel een nieuwe koning verkiezen. Vijf kandidaten uit diverse grote Europese koningshuizen dongen mee voor de koningstitel, maar de grote favoriet was Hendrik van Valois. Er was alleen een grote kanttekening aan het adres van de Franse prins: hij had namelijk deelgenomen aan het plannen van het bloedbad van de Bartholomeüsnacht waarbij duizenden Franse protestanten waren omgekomen. Om de religieuze vrede te bewaren in de pas gevormde Pools-Litouwse Gemenebest stelde de adel een wet op die de religieuze vrijheid vaststelde. In het document werden het katholicisme en het protestantisme als gelijkwaardige godsdiensten beschouwd. Het opstellen van de wet gold dan ook als een overwinning van het pro-tolerantiekamp. Op enkele punten baseert de tekst zich op andere Europese overeenkomsten die betrekking hadden op religieuze vrede, zoals de Duitse Landfrieden en het Edict van Torda.
Na de verkiezing van Hendrik van Valois als de nieuwe koning-groothertog reisden een aantal vertegenwoordigers van het Gemenebest naar Parijs en tekende hij in de Notre Dame van Parijs de Warschau-confederatie. De Warschau-confederatie zou deel uit gaan maken van de Henrikaanse Artikelen die de verkozen koning moest tekenen voor hij zijn ambt kon gaan uitoefenen.
Door de Warschau-confederatie bleef de Pools-Litouwse Gemenebest verschoond van religieuze oorlog die elders wel woedde in Europa, maar de confederatie bleek niet geschikt om als barrière te dienen tegen discriminatie tegen niet-katholieken.